# 1. etape af Vuelta a España 2025
1. etape af Vuelta a España 2025 er en 183 km lang flad etape med en samlet stigning på 1.282 m. Den bliver kørt i Italien den 23. august 2025 med start ved Venaria-paladset og mål i Novara. 
Vueltaen i 2025 begynder med et linjeløb, noget der kun er sket to gange i det 21. århundrede, i 2007 og 2020. Rytterne starter fra det kongelige Venaria-palads i Venaria Reale nær Torino i Piemonte. Derfra kører de nordpå og efter omkring 60 kilometers løb krydser de Puerto Bienca-Tomalino, et bjergpas i kategori 3. Efter en tredjedel af løbet, drejer ruten mod nordøst langs let bølgende veje til målstregen i Novara.

## Resultater

### Etaperesultat
| \| Etaperesultat \| Etaperesultat \| Etaperesultat \| Etaperesultat \| Etaperesultat \| \| Rytter \| Rytter \| Hold \| Tid \| \| \| ------------- \| ------------- \| ------------- \| ------------- \| ------------- \| |        |      |     |
| |        |      |     |
| Kilde: ProCyclingStats |        |      |     |
| Etaperesultat |        |      |     |
| Rytter | Rytter | Hold | Tid |

### Klassement efter etapen
| \| Samlede stilling \| Samlede stilling \| Samlede stilling \| Samlede stilling \| Samlede stilling \| \| Rytter \| Rytter \| Hold \| Tid \| \| \| ---------------- \| ---------------- \| ---------------- \| ---------------- \| ---------------- \| |        |      |     |
| |        |      |     |
| Kilde: ProCyclingStats |        |      |     |
| Samlede stilling |        |      |     |
| Rytter | Rytter | Hold | Tid |

#### Pointkonkurrencen
| Pointkonkurrence | Pointkonkurrence | Pointkonkurrence | Pointkonkurrence | Pointkonkurrence |
| Rytter           | Rytter           | Hold             | Point            |                  |
| ---------------- | ---------------- | ---------------- | ---------------- | ---------------- |

#### Bjergkonkurrencen
| Bjergkonkurrence | Bjergkonkurrence | Bjergkonkurrence | Bjergkonkurrence | Bjergkonkurrence |
| Rytter           | Rytter           | Hold             | Point            |                  |
| ---------------- | ---------------- | ---------------- | ---------------- | ---------------- |

#### Ungdomskonkurrencen
| Ungdomskonkurrence | Ungdomskonkurrence | Ungdomskonkurrence | Ungdomskonkurrence | Ungdomskonkurrence |
| Rytter             | Rytter             | Hold               | Tid                |                    |
| ------------------ | ------------------ | ------------------ | ------------------ | ------------------ |

#### Holdkonkurrencen
| Holdkonkurrence | Holdkonkurrence | Holdkonkurrence | Holdkonkurrence |
| Hold            | Hold            | Tid             |                 |
| --------------- | --------------- | --------------- | --------------- |